# Museu de Ecologia Fritz Müller
Museu de Ecologia Fritz Müller é um museu localizado na cidade de Blumenau, bairro Vorstadt. 

## História
Originalmente proposto na Câmara Municipal de Blumenau por José Ferreira da Silva, foi inaugurado pelo então prefeito Alberto Stein em 17 de junho de 1936 como "Casa de Fritz Müller" para contar a história do ecologista, naturalista e cientista Johann Friedrich Theodor Müller. Nessa época, as principais atrações do local eram os seus objetos pessoais, entre eles, um microscópio e um relógio de parede, uma biblioteca especializada em temas ambientais, além de animais taxidermizados, insetários, fósseis e ossos de espécies em extinção.
Em 1996, a administração do museu passou para a Fundação Municipal do Meio Ambiente de Blumenau, sendo rebatizado como Museu de Ecologia Fritz Müller.

## Edificação
O imóvel em que se encontra localizado o museu foi residência do naturalista em seus últimos anos de vida, porém, a construção, típica alemã, é de 1852. Em 2008 a casa foi interditada em função das chuvas que castigaram a cidade, deixando expostos os pilares da construção.

### Reabertura
Após reformas, em junho de 2012 o museu foi reaberto para visitações e pesquisas, com o acervo original da antiga Casa de Fritz Müller e novas peças que foram incorporadas ao longo do tempo, como troncos petrificados, exemplares dos biomas da mata atlântica, utensílios e lanças indígenas da tribo xokleng, entre outras, e uma biblioteca com mais de 10.000 títulos especializados em ecologia e assuntos correlacionados.
O acervo de Fritz Müller é maior do que o apresentado no museu, pois parte de suas pesquisas e coleções encontram-se espalhados por museus europeus e no Museu Nacional da UFRJ, no Rio de Janeiro. Faz parte do acervo: insetos, animais taxidermizados, fósseis, ossos, peles, minerais e pertences do biólogo e de sua família.